# UMTAS
UMTAS (тур. Uzun Menzilli Tanksavar Sistemi) — турецький протитанковий ракетний комплекс . Розроблявся фірмою "Рокетсан" (Туреччина) з 2005 року, також брали участь фірми "Аселсан" (електронне обладнання) та МКЕК (БЧ). Вартість розробок склала щонайменше 38 млн доларів.
Розглядається як основне озброєння турецьких гелікоптерів TAI/AgustaWestland T-129 (модифікація вертольота Agusta A129 Mangusta). Може ставитися на безпілотники Байрактар ТБ-2. Призначений для ураження танків, інженерних та фортифікаційних споруд, надводних цілей.
- Можливість захоплення цілі перед запуском або після запуску
- Може бути використаний також уночі та в несприятливих погодних умовах
- Тандемна бойова частина, ефективна проти броньованих цілей із реактивною бронею
- Нечутливість БЧ до пожеж рідкого палива та потрапляння куль
- Зв'язок із зображенням цілі для користувача та команди користувачем за допомогою передачі даних.

Передбачається, що УМТАС перевершить за своїми параметрами ракети «Хеллфайр» (США) та «Спайк» (Ізраїль).
Серійне виробництво розпочалось в 2016 році.

## Модифікації
Має 2 модифікації:
- UMTAS
- L-UMTAS

## Тактико-технічні характеристики
- розміри:
  - довжина — 1,75 м
  - діаметр — 0,16 м
- Маса стартова: 37,5 кг
- Маса ПУ (з 4 ракетами): 210 кг
- Дальність запуску: 0,5-8 км